# Муртада аз-Забиди
Сейид Мухаммад ибн Мухаммад ал-Хусайни аз-Забиди, известный как аль-Муртада аз-Забиди (араб. المرتضى الحسيني الزبيدي‎,  1732, Билграм, Индия —  1790, Каир, Египетский эялет, Османская империя) — исламский учёный, ханифит, генеалог, правовед-хадисовед, языковед, грамматист, поэт и прозаик. Автор знаменитого толкового словаря арабского языка «Тадж ал-'арус» («Венец невесты в деле истолкования Камуса») и книги «Итхаф ас-Садат аль-Муттакин би Шарх Асрар Ихйа 'Улум ад-Дин» («Дар богобоязненных старейшин с комментариями к книге «Возрождение наук о вере»).

## Биография
Родился в 1732 году (1145 году Хиджры) в Билграме, на территории современного округа Хардой в индийском штате Уттар-Прадеш. Его семья происходила из Васита в Ираке, откуда его родители переехали в регион Хадрамаут на востоке Йемена, где проживает племя хусайни. Муртада получил свою нисбу «аз-Забиди» в Забиде на юго-западной прибрежной равнине Йемена, который был центром академического обучения, где он проводил время в занятиях.
В 1753 году Муртада аз-Зубайди прибыл в Египет из Эт-Таифа. Благодаря своей богословской и просветительской деятельности шейху Муртада удалось добиться признания среди представителей различных слоёв египетского общества, не исключая также таких высокопоставленных и состоятельных эмиров, как Айюб-бей ад-Дефтердар и Мустафа-бей ал-Искандарани. Эмиры наносили ему визиты вежливости, посещали его занятия, подносили щедрые дары.
В Египте аль-Муртада аз-Забиди составил основательный комментарий «Тадж ал-'арус» к толковому словарю арабского языка «аль-Камус аль-Мухит» Файрузабади, где исправлены ошибки Файрузабади, разъяснены тёмные места, и на всё даны обильные цитаты из лучших филологических сочинений. Этот 14-летний труд (окончен в 1768 году) издан в 10 томах в Булаке.
Около 1781—1782 годов (в 1196 году Хиджры) скончалась жена Мухаммада Муртада, смерть которой он воспринял крайне болезненно. После заключения повторного брака шейх Муртада, находившийся в зените славы, прекратил общение со своими друзьями, оставил занятия и закрылся в своём доме. Однажды в рамадане Айюб-бей ад-Дефтердар прислал ему со своим сыном обильные подношения (пятьдесят ардаббов пшеницы, хамл риса, мёд, животное и растительное масло, кипы индийской ткани и сукна на одежду, пятьсот реалов деньгами и прочее), но Мухаммад Муртада отверг подарки эмира и вернул их.
Он был членом суфийского братства (тариката) Накшбандия.
Умер в Египте во время чумы в 1790 году (1145 году Хиджры).

## Комментарии
1. ↑  Ардабб — мера сыпучих тел, равная 187,75 л.
2. ↑  Хамл — мера веса, равная 249,6 кг.